# Eptesicus serotinus
Ne doit pas être confondu avec Sérotine isabelle.
Espèce
Statut de conservation UICN

 LC  : Préoccupation mineure
La Sérotine commune (Eptesicus serotinus) est une espèce de chauves-souris appartenant à la famille des Vespertilionidae.
La Sérotine commune est une espèce euro-asiatique de grande taille et qualifiée de robuste.
Comme de nombreuses chauves-souris, elle se dirige grâce un système d'écholocation en émettant des ultrasons via des vibrations du larynx et se nourrit d'insectes (Coléoptères, Lépidoptères, Trichoptères, Diptères et Hyménoptères), qu’elle capture en vol.
Il s'agit de l'espèce la plus fréquemment porteuse de la rage en France.

## Description
La chauve-souris sérotine a une longue fourrure qui sur le dos est de couleur brun fumé, tandis que les parties inférieures sont d’un brun jaunâtre plus pâle, le nez et les oreilles de forme triangulaire sont noirs, et les membranes des ailes sont noir foncé ou brunes. Les juvéniles sont plus foncés que les adultes. Les chauves-souris sérotines sont faciles à identifier en vol, car leurs larges ailes combinées à leur vol lent, très maniable et battant, entrecoupé de brefs planés, sont distinctives. Le tragus a une forme relativement fine et pointue et n’a pas la forme d’un rein comme dans Nyctalus.

## Biologie
Espèce anthropophile de plaine, on la trouve dans tous types d'habitats mixtes mêlant des arbres feuillus, des lisières et des milieux ouverts (prairies, plans d'eau...) y compris au sein des agglomérations avec parcs et jardins.
Les femelles forment des colonies de mises-bas, généralement dans des combles, alors que les mâles sont très souvent solitaires. En hiver, l'espèce utilise des anfractuosités anthropiques (bâtiments), rocheuses ou arboricoles.
La reproduction se fait sans pénétration. Le sexe du mâle, de grande dimension, sert de bras pour maintenir la femelle durant une longue période et la fécondation a lieu par simple contact,.

## Population
La rénovation et les expulsions des bâtiments utilisés par l'espèce représentent une menace, tout comme la prédation par les chats, les collisions avec des pales d'éoliennes ou la rage.
La population mondiale semble globalement stable avec une lente progression vers le Nord (notamment en Russie). En France, elle est présente sur tout le territoire et plutôt sédentaire.

## Liste des sous-espèces
Selon Mammal Species of the World (version 3, 2005)  (28 nov. 2010) :
- sous-espèce Eptesicus serotinus andersoni
- sous-espèce Eptesicus serotinus boscai
- sous-espèce Eptesicus serotinus horikawai
- sous-espèce Eptesicus serotinus isabellinus
- sous-espèce Eptesicus serotinus pachyomus
- sous-espèce Eptesicus serotinus pallens
- sous-espèce Eptesicus serotinus pashtonus
- sous-espèce Eptesicus serotinus serotinus
- sous-espèce Eptesicus serotinus shirazensis
- sous-espèce Eptesicus serotinus turcomanus